# Дима Билан
Дима Билан, роден като Виктор Николаевич Белан, е руски поп певец.

## Биография
Дима Билан е роден на 24 декември 1981 г. в руската република Карачаево-Черкезия. Когато навършва една годинка, с цялото му семейство, което се състои от четири души, се премества в Набережние челни, Република Татарстан. Именно в това време се развива музикалният му талант. Той започва да участва на концерти още на шестгодишна възраст. Тогава семейството му отново се премества в Кабардино-Балкария, където той и сестра му ходят на училище. Там той взема участия във всички концертни прояви – пял е песни, рецитирал е стихове.
Билан е известен като цяло само в Русия. След участието му в „Евровизия 2006“ с песента „Never let you go“, която има и руска версия, Дима Билан става популярен и в Европа. Певецът има 3 издадени албума: „I am a night hooligan“, „Between the sky and heaven“ и „Time river“. Преди време той се завръща от САЩ, където записва общо парче с известния холивудски продуцент Тимбърланд. На 2 май 2007 г. в Зала 1 на НДК в София провежда и първия си самостоятелен концерт в България.
На 24 май 2008 г. Дима Билан участва за втори път на „Евровизия“ – в Белград. За разлика от конкурса през 2006 г., през 2008 г. той постига голям успех, като за пръв път печели Евровизия и така осигурява за първи път победа на Русия в конкурса. В интервю той казва, че ако спечели „Евровизия“, ще предложи брак на своята приятелка – фотомодела Лена Кулецкая.
През 2011 г. Дима Билан издава албума „Мечтатели“, с някои от песните в който печели и награди. Най-популярната от тях е „Я просто люблю тебя“. През същата година Билан издава и книга, която описва голяма част от живота му и е озаглавена „Дима Билан хроники – от хулигана до мечтателя“.

## Албуми
- 2003 – Я ночной хулиган
- 2004 – На берегу неба
- 2006 – Время-река
- 2008 – Против правил
- 2011 – Мечтателъ
- 2013 – Дотянись
- 2015 – Не молчи
- 2017 – Эгоист
- 2020 – Перезагрузка
- 2020 – Вторая жизнь